# Toxotrypana littoralis
Toxotrypana littoralis är en tvåvingeart som beskrevs av Blanchard 1960. Toxotrypana littoralis ingår i släktet Toxotrypana och familjen borrflugor. Inga underarter finns listade i Catalogue of Life.